# 하뉴 (쓰르라미 울 적에)
하뉴(일본어: 羽入)는 쓰르라미 울 적에에 등장하는 인물이다. (애니메이션 성우: 호리에 유이)

## 프로필
생일 : 8월 1일
별자리 : 사자자리
미나고로시 편부터 등장한 주요 인물로 마츠리바야시 편의 주인공 중 한 명이기도 하다.미나고로시 편때 후루데 리카의 옆에서 나왔으며 신통력을 가진듯 하다.어찌 할 바를 모르게 된 상황이 될 때 입버릇인 "아우아우"라 말하는 것이 특징이다. 마츠리바야시 편에서는 실체화해 후루데 리카의 먼 친척으로 나타난다. 이후 아야카시센시 편에서는 또다른 히나미자와의 요정스러운 캐릭터로 등장, 그 다음 편인 무스비에니시 편부터는 또 다시 실체화되어 나타난다.
또한 애니메이션과 만화에선 안나왔지만 원작(비쥬얼 노벨, PS2/NDS)에 의하면 하뉴의 본명은"하이 륜 예아소무르 제다" 라고 한다. '하이'는 순혈족중 특별한 가문에 내려지는 이름이고 '예아소무르"는 지역이름, '제다'는 혼혈족들을 사냥하는 자들에게 내려진 이름이다. 하지만 '륜'에 대해선 알려진 바가 없다.이후 생긴 여러 가지 가설 가운데 가장 사실성 있어보이는 건 순혈족의 특별한 가문 안에서의 하뉴를 칭하는 일종의 코드 가 아닐까 라는 설이 가장 유력하다.